# Fat Boy (hamburger)
Pour les articles homonymes, voir Fat Boy.
Un Fat Boy ou Fatboy est un hamburger emblématique accompagné de une sauce chili à la viande, originaire des établissements de hamburgers grecs de Winnipeg, au Manitoba. Un certain nombre de restaurants de hamburgers grecs de Winnipeg prétendent être l'inventeur du burger, tandis que d'autres bars et restaurants ont créé leurs propres interprétations du style. Le Fat Boy se compose généralement d'une ou plusieurs galettes, garnies d'une recette unique de sauce chili à la viande, de cornichons à l'aneth coupés en quatre, de tomates, de laitue et d'une grande quantité de mayonnaise et de moutarde,.
On pense[Qui ?] qu'il a vu le jour chez Juniors, mais le Fat Boy est né à Winnipeg dans les années 1950 et est associé aux restaurants de hamburgers et aux ciné-parcs de la ville appartenant à des Grecs, comme Juniors, Georges, Dairi-wip, Mrs. Mike's, VJ's, Daly Burger, Dairy Delight, the Red Top et bien d'autres,,. Une variante courante du Fat Boy est le « chilli burger », qui, à Winnipeg, désigne un hamburger recouvert de sauce à la viande et mangé à la fourchette. 